# Kanoni (Uganda)
Kanoni (chiamata anche Gomba) è una città di circa 12 439 abitanti dell'Uganda, situata nella Regione centrale; è situata a nord-ovest del Lago Vittoria. È il capoluogo del distretto di Gomba.